# Ludwig Wolker
Ludwig Wolker (* 8. April 1887 in München; † 17. Juli 1955 in Cervia/Ravenna) war ein deutscher römisch-katholischer Priester und eine führende Gestalt in der katholischen Jugendbewegung sowie Mitbegründer des Bundes der Deutschen Katholischen Jugend (BDKJ).
„Der General“ – diesen Namen verdankte Prälat Ludwig Wolker seinem Organisationstalent und seiner bayerisch-barocken Art. Doch wird er dem Generalpräses der Katholischen Jungmännervereine Deutschlands (KJMVD) und dem ersten Bundespräses des Bundes der Deutschen Katholischen Jugend nur teilweise gerecht. Denn neben dem Organisator war Wolker auch Seelsorger und als solcher bemüht, die deutsche Jugend für Gott und Kirche zu gewinnen.

## Leben
Ludwig Wolker wuchs als Sohn eines Oberzollrates in München auf und erwarb am Königlichen Luitpold-Gymnasium das Abitur. Der Vater war bis kurz vor seinem Tod bekennender Protestant, so dass Ludwig Wolker den Wechsel vom Medizin- zum Theologiestudium verheimlichen musste. Zwei der drei Schwestern traten ins Kloster ein. Er studierte katholische Theologie und Philosophie in München und Innsbruck und empfing am 29. Juni 1912 durch Erzbischof Franziskus Kardinal von Bettinger im Dom zu Freising die Priesterweihe. Zunächst war er als Hilfsgeistlicher in Oberaudorf tätig, bevor er am 21. Januar 1913 zum Kaplan in Salzburghofen ernannt wurde. Seit dem 10. September 1915 wirkte er als Bruderschaftskaplan und Katechet an St. Peter und seit dem 16. April 1924 als Studienrat an der Berufsschule in München.
Von Anfang an war er in der damals wenig angesehenen Jugendarbeit tätig und wurde im Juni 1926 schließlich Diözesanpräses für das Erzbistum München und Freising und Landespräses für Bayern des Katholischen Jungmännerverbands. Seine pädagogischen Impulse und die Herausgabe einer Jugendzeitschrift (Jung-München), machten ihn über die Grenzen seines engeren Wirkens hinaus bekannt.
Daher wurde Wolker am 9. November 1926 zum neuen Generalpräses der Katholischen Jungmännervereine Deutschlands und Vorsitzenden der Deutschen Jugendkraft ernannt und kam nach Altenberg bei Köln im Bergischen Land, in die von Carl Mosterts 1922 gegründete Jugendbegegnungsstätte Haus Altenberg neben dem Altenberger Dom. Ludwig Wolker machte Haus Altenberg 1926 zum Zentrum der katholischen Jugendbewegung in Deutschland; es war Vorläufer des heutigen Jugendhauses Düsseldorf. In seiner Amtszeit wurde der Verband nach innen weiter gestärkt und trat nach außen selbstbewusst in Erscheinung. Wolker forderte die Jugendlichen auf, sich zu ihrem Glauben zu bekennen und mit aller Kraft an einem Jugendreich zu bauen.
Ludwig Wolker war maßgeblich beteiligt an der Erarbeitung eines Deutschen Einheitstextes für die Texte des Ordinariums der Heiligen Messe durch einen Arbeitskreis, der sich 1928 auf private Initiative des Kölner Pfarrers Joseph Könn in dessen Pfarrhaus an St. Aposteln in Köln traf. Ludwig Wolker spricht im Vorwort von Kirchengebet 1932 bescheiden von der Übersetzung des liturgischen ordo missae „nach dem erfreulicherweise jetzt gewonnenen Einheitstext“. Die Textfassung wurde in der 1930er-Ausgabe des von Wolker 1928 erstmals herausgegebenen Gebetbuches Kirchengebet zum ersten Mal veröffentlicht und ab dann in die aktuellen Volksmessbücher (Schott, Klosterneuburger Messtexte, Ilbenstädter Messbuch) und mehrere Diözesangesangbücher übernommen, so dass sich einheitliche Texte in den deutschsprachigen Ländern einbürgern konnten.

## Die Zeit des Nationalsozialismus
Gemeinsam mit vielen im Verband sorgte er sich um Deutschland, doch wählte er nach der Machtergreifung der Nationalsozialisten 1933 nicht den Weg in den aktiven Widerstand. Die Sorge des „Generals“ um die Freiheit der katholischen Jugendarbeit ging bis 1945 einher mit der Seelsorge des Priesters für „seine“ Jugendlichen, denen er unermüdlich „Treue zu Glauben, Kirche und Vaterland“ ans Herz legte.
Sein Bestreben war es, die religiös-weltanschauliche Prägung weiten Teilen der Jugend auch unter den geänderten politischen Verhältnissen des nationalsozialistischen Regimes vermitteln zu können. In Loyalität zum Episkopat bemühte er sich immer wieder, Position zu beziehen und auf drohende Gefahren hinzuweisen. Wenngleich er anfänglich den Totalitätsanspruch des Regimes nicht hinreichend erfasste, legte er bereits im Laufe des Jahres 1933 die begrenzte Kooperationsbereitschaft ab und wurde zum Verfechter der Rechtsposition der katholischen Verbände. Die offen gehaltenen Ausführungsbestimmungen zu Artikel 31 (Schutz und Eigenständigkeit katholischer Verbände) des Reichskonkordates erschwerten die mühsamen Verhandlungen. Trotz einer schweren Erkrankung im Jahr 1934 kämpfte er bis zuletzt gegen die Auflösung der Jugendverbände.
Am 6. Februar 1936 wurde er zusammen mit 57 anderen Mitarbeitern des Jugendhauses in Düsseldorf verhaftet. Die Anklage lautete auf Kontakt zu illegalen kommunistischen Gruppen. Ludwig Wolker konnte den Vorwurf entkräften und wurde drei Monate später aus der Haft entlassen.
Nach dem Verbot der Verbände erwies es sich als notwendig, neue organisatorische Formen der Jugendarbeit zu finden. Überall in Deutschland wurden jetzt häufiger religiöse Feierstunden, Kundgebungen und Wallfahrten mit großer Beteiligung veranstaltet. Wolkers Einsatz für solche Formen (z. B. der Bekenntnistag am 7. Juni 1936) zahlte sich aus. Ludwig Wolker bezeichnete sich selbst gern als „Rufer von Altenberg“, sein Werk als „Pastorale Altenbergense“. Er erklärte die Madonna von Altenberg zur „Königin des Bundes“ und regte die Herausgabe von „Kirchenlied. Eine Auslese geistlicher Lieder“ (1938) und „Kirchengebet für den Gemeinschaftsgottesdienst“ (1939) an, die beide große Bedeutung für die liturgische Erneuerung der katholischen Kirche in Deutschland bis hin zum Zweiten Vatikanischen Konzil hatten.
1937 wurden auch die Diözesanverbände des KJMV aufgelöst, sein Schrifttum (Die Wacht und „Am Scheideweg“) verboten. 1939 wurde das Jugendhaus von der Gestapo beschlagnahmt, Wolker kehrte in seine Heimat zurück.
Anschließend war er tätig in der Jugendseelsorge, veranstaltete Priester- und Jugendexerzitien und versuchte, brieflich mit den jugendlichen Weggefährten, die im Fronteinsatz standen, Kontakt zu halten. Außerdem wurde er durch den Bischof von Mainz in den „Dreierrat der Jugendseelsorge“ berufen.

## Wiederaufbau nach dem Zweiten Weltkrieg
Nach dem Krieg versuchte Wolker sofort wieder, die verbandliche Arbeit neu zu organisieren. Auf Beschluss der Werler Bischofskonferenz (4. bis 6. Juli 1945) wurde die Wiederherstellung der katholischen Vereine und Verbände wie vor 1933 verworfen. Stattdessen sollte eine Neuordnung der Laienaktivität im Sinne der Katholischen Aktion vorgenommen werden. Der KJMV wurde nicht wieder gegründet, da die Bischöfe den kirchenorganisatorischen Aufbau der Jugendarbeit nach Bistum, Dekanat und Pfarrei bevorzugten. Wolker wurde mit der Koordination der neu zu entwerfenden, stärker bischöflich beeinflussbaren kirchlichen Jugendarbeit betraut. Kardinal Frings berief ihn zum Rektor von Haus Altenberg und zum Leiter der Bischöflichen Hauptarbeitsstelle für Jugendseelsorge.
Es prägten also vor allem organisatorische Aufgaben Wolkers Arbeit, die er von Altenberg aus in Angriff nahm. 1947 erfolgte die Gründung des Bundes der Deutschen Katholischen Jugend (BDKJ), die den Zusammenschluss der Jungen- und Mädchenverbände brachte, das Jugendhaus Düsseldorf wurde wiederaufgebaut und die Interessen der Jugendlichen in der jungen Demokratie vertreten. Dennoch geriet die Seelsorge nicht aus dem Blick. Wolker begründete 1948 das „Altenberger Singewerk“. Der Christophorus-Verlag brachte in dieser Reihe zunächst 1948 das „Altenberger Singebuch“ heraus, ein „Grundliederbuch“, das gemäß Wolkers Vorwort „den Jungen und Mädchen aus allen Schichten und Stämmen, Gruppen und Bünden ein Stammgut von Liedern schenkt, das sie alle singend verbinden soll“; dem folgten in den 1950er Jahren weitere Liederbücher und Chorsätze. Ludwig Wolker formulierte nach dem Krieg weiter am „Pastorale Altenbergense“, den in Altenberg entwickelten Grundlagen der Jugendseelsorge, die er nach seiner Ablösung durch die Fuldaer Bischofskonferenz 1952 endgültig zu Papier bringen wollte. Sein plötzlicher Tod 1955 machte diese Pläne jedoch zunichte.
Nach den Trauerfeierlichkeiten im Altenberger Dom fand Ludwig Wolker am 25. Juli 1955 auf dem Düsseldorfer Nordfriedhof seine letzte Ruhestätte.

## Wolkers Verdienste um den Sport
Mit Wolkers Tod hatte nicht nur die katholische Jugend Deutschlands eine Persönlichkeit verloren, sondern auch der deutsche Sport. Seit der Wahl zum Vorsitzenden des Reichsverbandes der Deutschen Jugendkraft (DJK) 1926, des Reichsverbandes für Leibesübungen in katholischen Vereinen, hatte Wolker viele wichtige Beiträge zum Thema Ethos und Sport beigesteuert. Dem Sport maß er eine besondere Rolle für die Entwicklung der Jugendlichen bei. Er band die Jugendlichen stark in die organisatorische Verbandsarbeit mit ein. Neben einer religiös-kirchlichen, einer erzieherischen und einer sozial-caritativen Aufgabe wies Ludwig Wolker der Verbandsarbeit seit Beginn der 1930er Jahre auch eine volkspolitische Aufgabe zu. Nach dem Zweiten Weltkrieg setzte er sich über die konfessionellen Grenzen hinweg für die Gründung des Deutschen Sportbundes (DSB) ein und war u. a. Mitglied des Nationalen Olympischen Komitees. Er war der Überzeugung, dass in einem Einheitsverband die Rolle der katholisch geprägten Vereine eine wichtigere Rolle spielen könnte als in einem separaten Verband.

## Ehrungen
- Päpstlicher Ehrenkämmerer (25. September 1930)
- Großes Bundesverdienstkreuz (1952)
- Ehrenmitglied des Deutschen Fußball-Bundes
- Unter anderem in Dachau, Düsseldorf, Enkenbach-Alsenborn, Frankenthal-Eppstein, Langenfeld, Ludwigshafen am Rhein, Mülheim an der Ruhr, Münster und Wiesbaden sind Straßen nach Ludwig Wolker benannt.
- In Leonberg gibt es einen Kindergarten mit dem Namen Ludwig-Wolker-Kinderhaus.
- Im Jugendbegnungshaus Karlsheim Kirchähr, der Jugendbegegnungsstätte des Bistums Limburg im Gelbbachtal ist ein Saal nach Ludwig Wolker benannt

### Ludwig-Wolker-Plakette
Der Deutsche Sportbund (DSB) zeichnete von 1980 bis 2006 alle zwei Jahre mit der Ludwig-Wolker-Plakette eine Persönlichkeit aus, die sich in hervorragender Weise für das Ethos und die Menschenwürde im Sport eingesetzt hat. Anschließend ging die Auszeichnung in den DOSB-Ethikpreis über, der laut Deutschem Olympischen Sportbund „in Kontinuität zur Ludwig-Wolker-Plakette verliehen“ wird.

### Ludwig-Wolker-Relief
Die Deutsche Jugendkraft (DJK) verleiht das Ludwig-Wolker-Relief. Es kann für hervorragenden Einsatz und für besondere Verdienste um die DJK verliehen werden, besonders für Mitarbeiter, die bereits alle Ehrungen des jeweiligen DJK Diözesanverbandes besitzen.